# Vértes

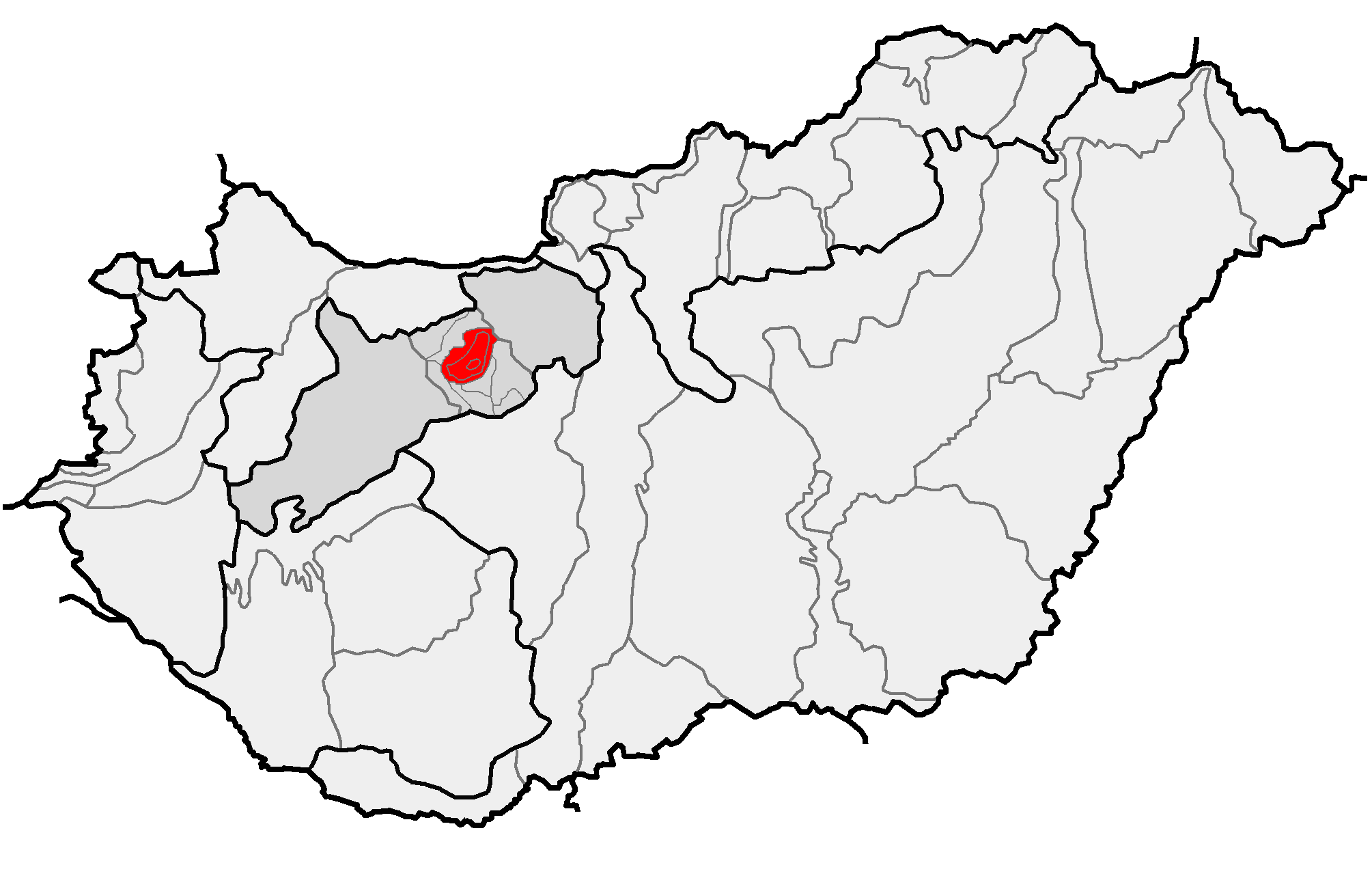
Localisation en Hongrie

Les monts de Vértes (hongrois : Vértes hegység, prononcé [ˈveːɾtɛʃ ˈhɛcʃeːg]) sont un massif collinéen situé entre Tatabánya et le lac de Velence dans le massif de Transdanubie. Le point culminant est le Nagy-Csákány (487 m). La zone de protection paysagère du Vértes s'étend à tout le massif.

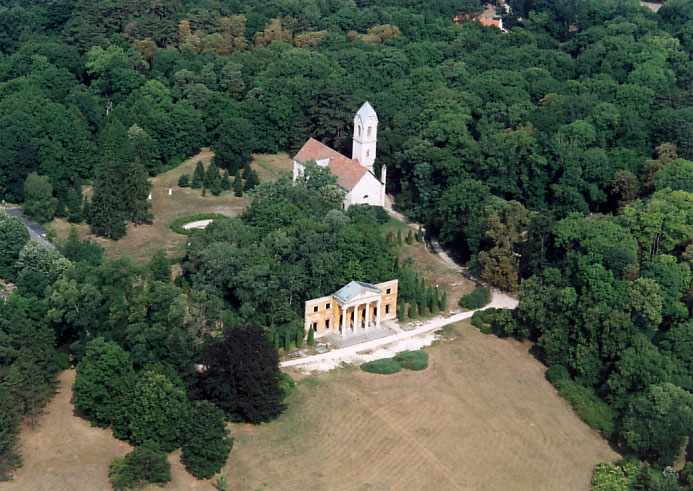
Vue du palais d'Alcsútdoboz.